# Яренский полуостров
Яренский полуостров — полуостров на западном берегу реки Обь в Ленинском районе Новосибирска. Ранее был островом. Точных сведений о том, когда Яренский остров стал полуостровом, нет.
С северо- и юго-запада полуостров омывает затон Оби, отделяющий его от микрорайона Затон. С юго-востока к нему примыкает Димитровский мост.
Яренский полуостров — часть микрорайона Лесоперевалка. На всей территории полуострова располагаются малоэтажные жилые дома частного сектора.
На полуострове расположен крупнейший в России крытый аквапарк, открытый в 2016 году.

## История

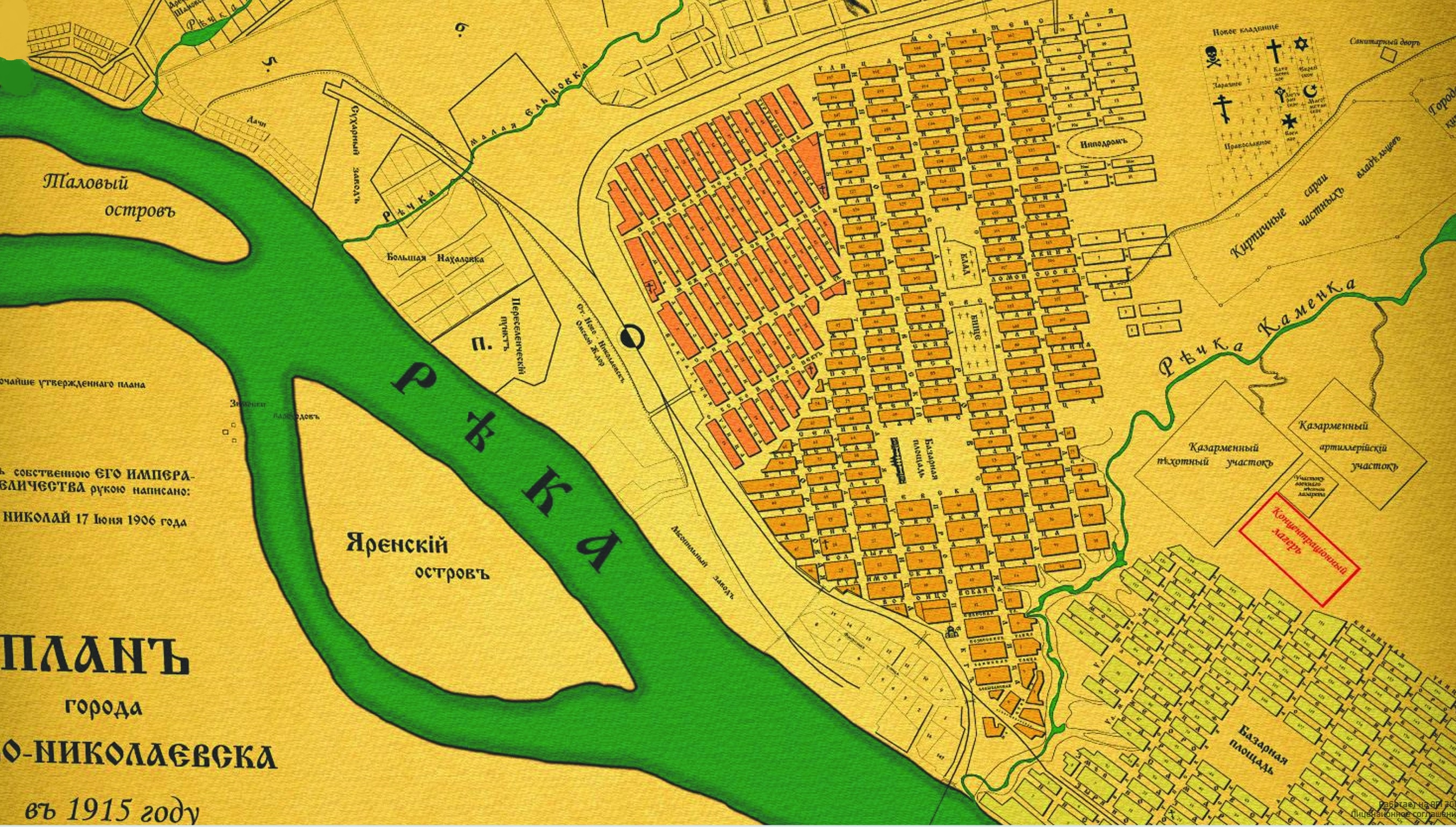
Яренский остров на карте 1915 года

Название острова и его протоки произошло от имени купца-скотопромышленника Яренского, который создал на острове скотную базу.
По мере роста и развития Новониколаевска (совр. Новосибирск) курсировавший по реке деревянный разборный транспорт сменился пароходами, для которых требовалось надёжное укрытие от весеннего ледохода и место ремонта в зимний период. Наиболее выгодным местом оказалась расположенная возле Новониколаевска Яренская протока, где был создан отстойный пункт речного флота, названный Яренским затоном.
Вероятно, что пароходы впервые были оставлены в Яренском затоне на зимовку в 1909 году. Впрочем, возможно и ранее здесь существовало место для зимнего отстоя кораблей.
На планах 1928—1931 годов обозначен мост через протоку на остров Яренский.
На плане 1930 года и планах более позднего периода показана железнодорожная колея, связывающая берег Оби и Яренской протоки со станцией Кривощёково. Данное ответвление предназначалось для доставки угля от железной дороги к ТЭЦ-2.
На плане 1940 года Яренский уже показан как полуостров, южная часть Яренской протоки была засыпана.

### Дамба
Существуют источники, указывающие на то, что ещё в царский период в верхней протоке была устроена дамба, однако эти данные опровергают некоторые планы города. Возможно у дамбы в верхнем устье был низкий уровень гребня, из-за чего она не могла выполнять свои функции, и поэтому на городских планах Яренский остаётся островом.

## Транспорт
Около Димитровского моста находятся две остановки общественного транспорта: «Магазин № 18» и «Аквапарк».